# Сканстулль (станція метро)
59°18′28″ пн. ш. 18°04′33″ сх. д. / 59.307778° пн. ш. 18.075833° сх. д.
«Сканстулль» (швед. Skanstull) — станція Зеленої лінії Стокгольмського метрополітену, обслуговується потягами маршрутів Т17, Т18 та Т19
Відстань від станції Слюссен 1.2 км.
Пасажирообіг метростанції в будень — 29,950 осіб (2019)

Розташування: у мікрорайоні Сканстулль, Седермальм, Стокгольм.
Конструкція: двопрогінна колонна станція мілкого закладення (глибина закладення — 5 м) з однією острівною прямою платформою.

## Історія
Сканстулль та Мідбор'ярплацен, є найстарішими станціями метро, що фактично випередили цю систему на кілька років. 
Станція знаходиться в Седертуннельн, тунелі, спочатку побудованому в 1933 році для використання на маршрутах 8 і 19 стокгольмського трамваю. 
1 жовтня 1950 року тунель став частиною першої лінії метро Стокгольма, у складі лінії від Слюссена до Гекараньєн, тунель і станція були реконструйовані до повного стандарту метро. 
Спочатку відома як Рінгвеген (швед. Ringvägen), станція здобула свою нинішню назву, коли знову відкрилася як частина метро.
Вхід на Аллгельгонагатан було відкрито 21 листопада 1957 року, станція була перебудована в 2003–2004 роках, а платформа оновлена в 2009 році 

## Операції
| Попередня станція                   | Лінія | Лінія     | Лінія | Наступна станція               |
| ----------------------------------- | ----- | --------- | ----- | ------------------------------ |
| Мєдбор'ярплацен до Окесгов          |       | Лінія T17 |       | Гулльмарсплан до Скарпнек      |
| Мєдбор'ярплацен до Альвік           |       | Лінія T18 |       | Гулльмарсплан до Фарста-странд |
| Мєдбор'ярплацен до Гессельбю-странд |       | Лінія T19 |       | Гулльмарсплан до Гагсетра      |